# Liste des monuments historiques de Saintes
Cet article recense les monuments historiques de Saintes, en France.

## Statistiques
Saintes compte 24 édifices comportant au moins une protection au titre des monuments historiques, soit 3 % des monuments historiques du département de la Charente-Maritime. 15 édifices comportent au moins une partie classée ; les neuf autres sont inscrits.
Le graphique suivant résume le nombre d'actes de protection par décennies depuis 1880 (ou par année avant cette date) :

## Liste
| Monument                                            | Adresse                                                        | Coordonnées                            | Notice         | Protection     | Date           | Illustration                                        |
| --------------------------------------------------- | -------------------------------------------------------------- | -------------------------------------- | -------------- | -------------- | -------------- | --------------------------------------------------- |
| Abbaye aux Dames                                    | rue de l'Abbaye place Geoffroy Martel                          | 45° 44′ 41″ nord, 0° 37′ 27″ ouest     | « PA00105245 » | Inscrit        | 1948           | Abbaye aux Dames                                    |
| Aqueduc gallo-romain de Saintes                     | Golf de Saintes à Fontcouverte 17100                           | 45° 46′ 08,6″ nord, 0° 36′ 11,3″ ouest | « PA00105313 » | Classé         | 2014           | Aqueduc gallo-romain de Saintes                     |
| Amphithéâtre                                        |                                                                | 45° 44′ 45″ nord, 0° 38′ 38″ ouest     | « PA00105246 » | Classé         | 1840           | Amphithéâtre                                        |
| Arc de Germanicus                                   |                                                                | 45° 44′ 45″ nord, 0° 37′ 44″ ouest     | « PA00105247 » | Classé         | 1905           | Arc de Germanicus                                   |
| Basilique Saint-Eutrope                             |                                                                | 45° 44′ 36″ nord, 0° 38′ 29″ ouest     | « PA00105249 » | Classé         | 1840           | Basilique Saint-Eutrope                             |
| Castrum                                             |                                                                | à géolocaliser                         | « PA00105248 » | Classé         | 1969           | Image manquante Téléverser                          |
| Cathédrale Saint-Pierre                             |                                                                | 45° 44′ 40″ nord, 0° 37′ 55″ ouest     | « PA00105252 » | Classé         | 1862 1937      | Cathédrale Saint-Pierre                             |
| Couvent des Jacobins et maison de Maurice Martineau | Rue des Jacobins                                               | 45° 44′ 45″ nord, 0° 38′ 03″ ouest     | « PA00105257 » | Inscrit Classé | 1987 2004 2005 | Couvent des Jacobins et maison de Maurice Martineau |
| Église Sainte-Marie-aux-Dames                       |                                                                | 45° 44′ 42″ nord, 0° 37′ 26″ ouest     | « PA00105250 » | Classé         | 1846           | Église Sainte-Marie-aux-Dames                       |
| Église Saint-Pallais                                | Place de la Caserne                                            | 45° 44′ 43″ nord, 0° 37′ 27″ ouest     | « PA00105251 » | Inscrit        | 1931           | Église Saint-Pallais                                |
| Église Saint-Vivien                                 | Place Saint-Vivien                                             | 45° 45′ 00″ nord, 0° 38′ 03″ ouest     | « PA00125681 » | Inscrit        | 1993           | Église Saint-Vivien                                 |
| Haras national                                      | 2 avenue Jourdan                                               | 45° 44′ 37″ nord, 0° 36′ 58″ ouest     | « PA00125682 » | Inscrit        | 1993           | Haras national                                      |
| Hôtel de Brémond d'Ars                              | 17, 21 rue Martineau 23 rue des Jacobins                       | 45° 44′ 44″ nord, 0° 38′ 03″ ouest     | « PA00105253 » | Inscrit        | 1967           | Hôtel de Brémond d'Ars                              |
| Hôtel Monconseil                                    | Quai Réverseaux Rue Monconseil                                 | 45° 44′ 35″ nord, 0° 38′ 02″ ouest     | « PA00105254 » | Inscrit        | 2009           | Hôtel Monconseil                                    |
| Maison de l'Échevinage                              | Rue d'Alsace-Lorraine                                          | 45° 44′ 45″ nord, 0° 38′ 00″ ouest     | « PA00105256 » | Inscrit        | 1939           | Maison de l'Échevinage                              |
| Maison de la juridiction consulaire                 | 17 rue Saint-Maur                                              | 45° 44′ 37″ nord, 0° 38′ 04″ ouest     | « PA00105255 » | Inscrit        | 1931           | Image manquante Téléverser                          |
| Maison du Présidial                                 |                                                                | 45° 44′ 47″ nord, 0° 37′ 56″ ouest     | « PA00105258 » | Classé         | 1919           | Maison du Présidial                                 |
| Mur de soutènement gallo-romain                     |                                                                | à géolocaliser                         | « PA00105259 » | Classé         | 1915           | Image manquante Téléverser                          |
| Polissoir                                           | 140 avenue Gambetta                                            | 45° 44′ 47″ nord, 0° 37′ 14″ ouest     | « PA00105260 » | Classé         | 1964           | Image manquante Téléverser                          |
| Rempart gallo-romain                                | Place des Récollets Rue Aliénor-d'Aquitaine Rue de l'Abreuvoir | 45° 44′ 44″ nord, 0° 37′ 51″ ouest     | « PA00105261 » | Classé         | 1977           | Rempart gallo-romain                                |
| Temple protestant                                   | 2 cours Reverseaux                                             | 45° 44′ 50″ nord, 0° 38′ 16″ ouest     | « PA17000020 » | Inscrit        | 1998           | Temple protestant                                   |
| Terrain                                             | En face de l'amphitéâtre                                       | 45° 44′ 44″ nord, 0° 38′ 32″ ouest     | « PA00105262 » | Classé         | 1932           | Image manquante Téléverser                          |
| Terrain                                             |                                                                | 45° 44′ 42″ nord, 0° 38′ 40″ ouest     | « PA00105263 » | Classé         | 1933           | Image manquante Téléverser                          |
| Terrain de l'immeuble Guinguenaud                   |                                                                | 45° 44′ 47″ nord, 0° 37′ 56″ ouest     | « PA00105264 » | Classé         | 1937           | Image manquante Téléverser                          |
| Thermes de Saint-Saloine                            | rue des Thermes Romains rue de la Boule                        | 45° 45′ 03″ nord, 0° 38′ 12″ ouest     | « PA00105265 » | Classé         | 1904           | Thermes de Saint-Saloine                            |

La commune de Saintes possède également trois sites classés :
| Monument                                     | Coordonnées                        | Notice         | Protection  | Date | Illustration               |
| -------------------------------------------- | ---------------------------------- | -------------- | ----------- | ---- | -------------------------- |
| terrains autour de l'amphithéâtre de Saintes | 45° 44′ 43″ nord, 0° 38′ 37″ ouest |                | site classé | 1936 | Image manquante Téléverser |
| Jardin 4 rue Cuvilliers                      | à géolocaliser                     |                | site classé | 1938 | Image manquante Téléverser |
| Parc Bassompierre                            | 45° 44′ 36″ nord, 0° 37′ 45″ ouest | « IA17008889 » | site classé | 1943 | Parc Bassompierre          |